# Bazilika svatého Petra a Pavla
Bazilika svatého Petra a Pavla v Praze na Vyšehradě je významná církevní a kulturní památka; při kostele byla už v době jeho vzniku roku 1070 založena kolegiátní kapitula. Kostel, původně raně románská bazilika, byl v průběhu historie opakovaně přestavován, výrazně goticky v době Karla IV. a vrcholně barokně na počátku 18. století. Dnešní podoba je výsledkem radikální novogotické přestavby z konce 19. století a počátku 20. století. Od roku 2003 má kapitulní kostel titul bazilika minor.
Nejznámější obraz v bazilice je kopie gotického deskového obrazu Panny Marie Vyšehradské z poloviny 14. století, je to jeden z nejstarších českých dochovaných středověkých obrazů. Od roku 1638 je madona nazývána dešťovou jako přímluvkyně za déšť. Originál obrazu je zapůjčen Národní galerii.  
Kostel je součástí areálu Vyšehrad, který je od roku 1962 chráněn jako národní kulturní památka. Vyšehradský hřbitov u kostela byl v 19. století přeměněn na národní pohřebiště.

## Historie

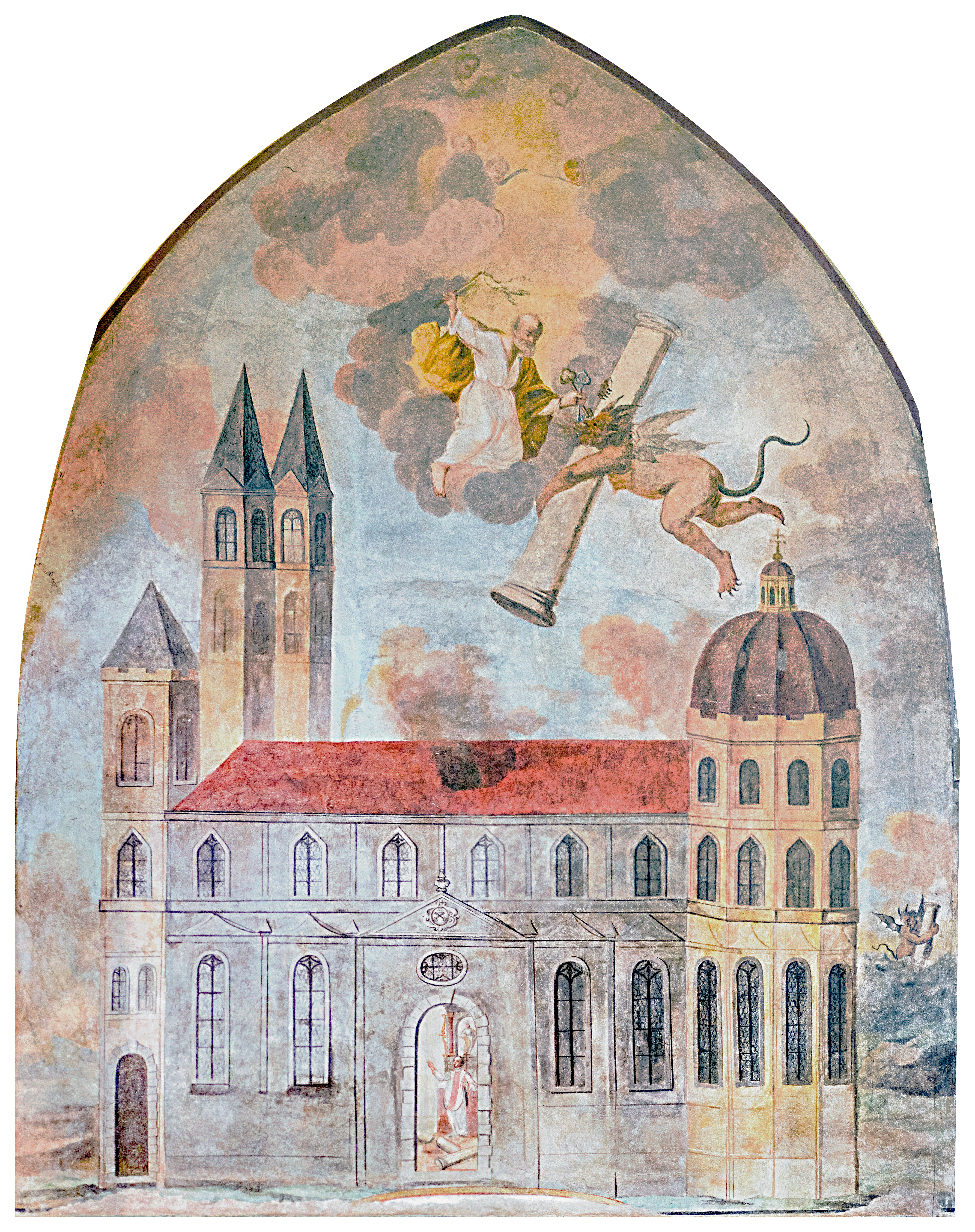
Barokní malba zachycující představu o původním chrámu a pověst o Čertově sloupu

Chrám založil český král Vratislav II. v roce 1070 v souvislosti se založením vyšehradské kapituly. Roku 1088 byl zasvěcen sv. Petrovi, později i sv. Pavlovi. V té době se jednalo o stavbu v románském slohu. Poprvé přestavěna a rozšířena byla v roce 1129 v době vlády knížete Soběslava I. V roce 1249 byla budova těžce poškozena požárem. Kolem roku 1330 byla zahájena gotická přestavba kostela, který se s délkou 110 metrů stal největší sakrální stavbou v Praze. V roce 1369 došlo v době panování císaře Karla IV. k další přestavbě chrámu, při níž vzniklo trojlodí s krátkým presbytářem, bočními kaplemi a s předsíní. 
V 2. polovině 16. století byla zaklenuta hlavní loď. V letech 1707–1729  proběhla další přestavba, barokní. Bylo vystavěno průčelí a  presbytář dostal novou klenbu. Kolem roku 1740 byla zbudována tak zvaná Šancovská kaple.
Do současné podoby byl chrám přestavěn v novogotickém stylu Josefem Mockerem v letech 1885–1887 a průčelí dle návrhu Františka Mikše v letech 1902–1903. Kostel dostal kromě své málo obvyklé vnitřní secesní výzdoby také své dvě charakteristické, 58 metrů vysoké věže, které dnes tvoří jednu z výrazných dominant hlavního města Prahy. Zároveň byla odstraněna barokní zvonice z roku 1678. 
V letech 1981–1994 byl chrám generálně zrekonstruován a opraven a proběhl zde i archeologický průzkum. V roce 2001 bylo na věže instalováno 18 nových zvonů, které doplnily dva původní zvony z období baroka. Nová zvonkohra vyhrává každý den různé melodie s přihlédnutím k charakteru Vyšehradu a období církevního roku.
V roce 2003 byl chrám povýšen papežem Janem Pavlem II. na baziliku minor.

## Popis

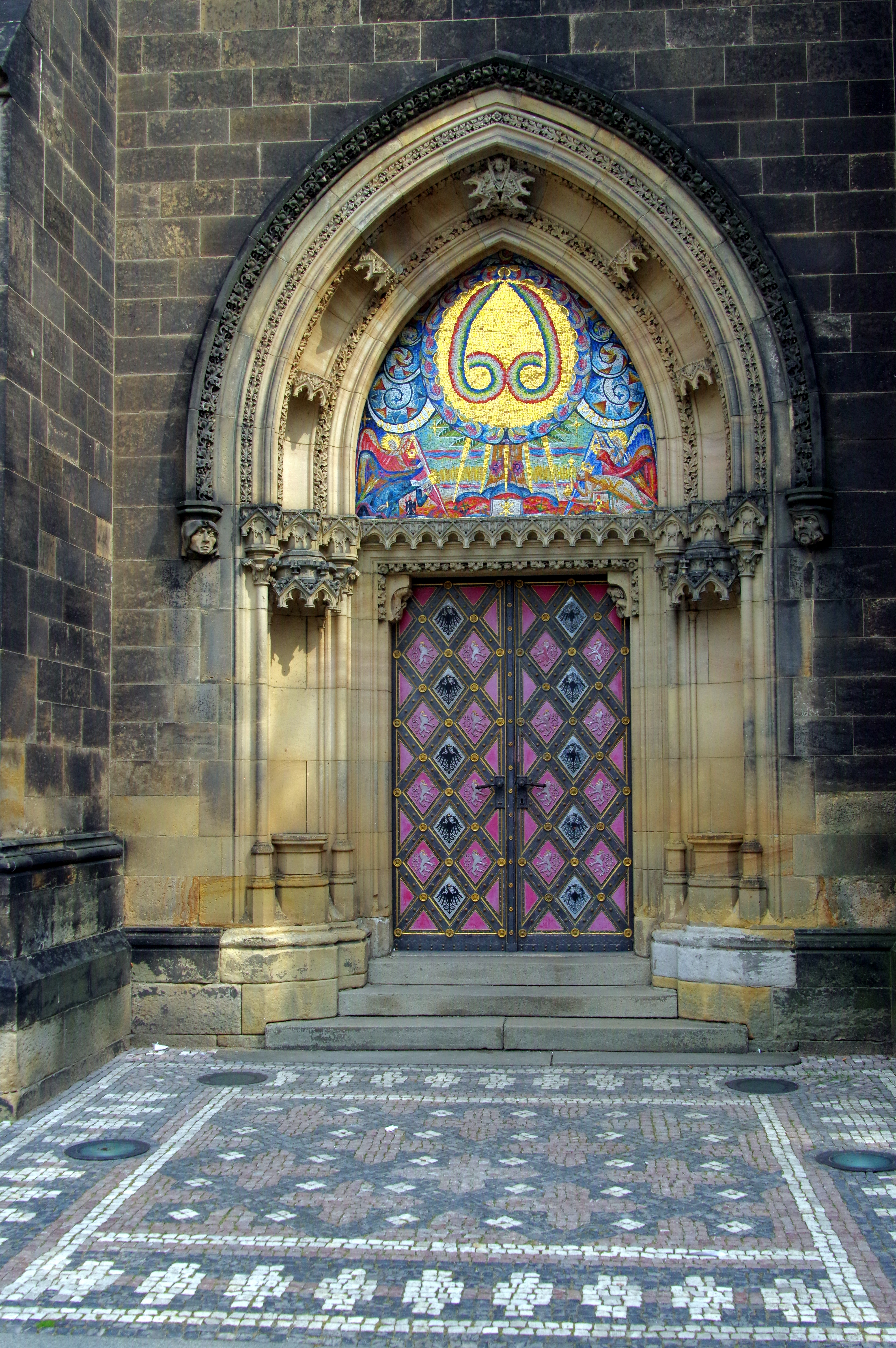
Pravý portál (ω)

### Exteriér
V současné podobě je kostel novogotickou trojlodní pseudobazilikou s monumentálním západním dvojvěžím, které tvoří dominantu Vyšehradu a dotváří jedno z charakteristických panoramat Prahy. 
Západní průčelí s trojicí katedrálních portálů je zdobeno zemskými a kapitulními znaky, ve středním tympanonu reliéfem a v postranních moderními mozaikami s motivem α a ω od Lumíra Šindeláře. Na zdi vedle severního portálu je pamětní deska, která připomíná pokřtění 14 českých knížat v Řezně roku 845. Jedná se o dílo českého sochaře Josefa Kadlčíka, 1941. Identická deska se nachází i na kostele sv. Jana v Řezně. Text na desce je symbolicky v latině, češtině a němčině. 

### Interiér

Cyklus maleb světců na pilířích mezilodní arkády.

Uvnitř je křížově klenuté trojlodí s mělkými bočními kaplemi, na západě s předsíní a v patře s hudební kruchtou, na východě presbytář lemovaný vlevo sakristií a vpravo kaplí Panny Marie Šancovské. V ní je umístěna barokní polychromovaná dřevěná socha Panny Marie s Ježíškem, které je připisována uzdravující moc. Výklenek ve východní stěně kaple obsahuje skleněnou schránku s kostmi údajných pozůstatků Přemyslovců, jejichž hrobka byla zničena v roce 1420 a kosti byly rozmetány po hřbitově.

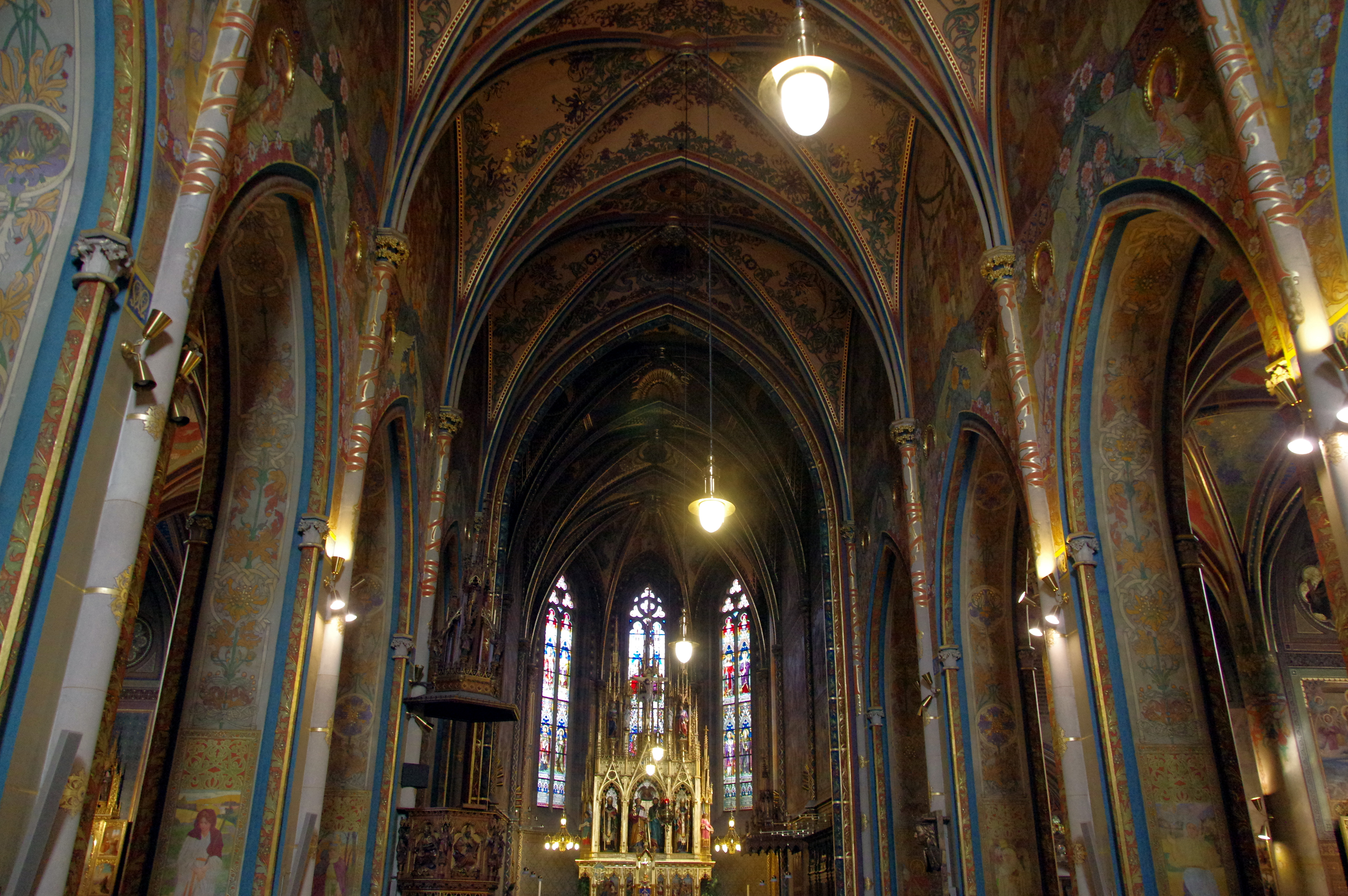
Interiér hlavní lodi

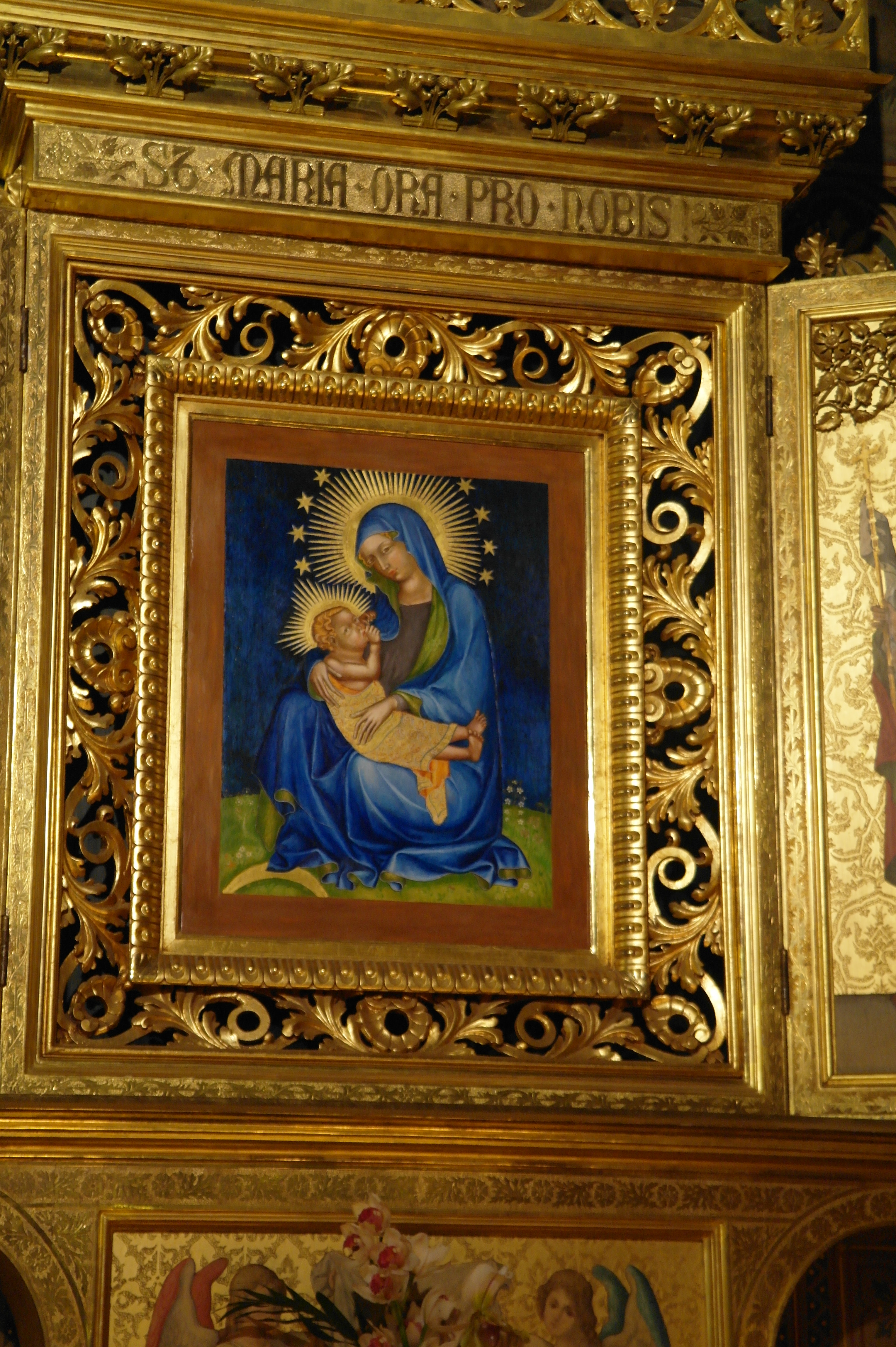
Panna Maria Vyšehradská, zvaná dešťová, kopie z 80. let 20. století

Interiér kostela je členěn mezilodními arkádami se secesními malbami svatých na hlavní loď, dvě boční lodě a šest bočních kaplí s mariánskými nebo ostatkovými oltáři. Torzovitě se zachovaly gotické nástěnné fresky, jako Panna Maria s Ježíškem a sv. Jiřím v kapli sv. Josefa vpravo u vchodu do kaple P. Marie Šancovské. Nad vchodem do sakristie je upravená barokní malba s dobovou stylizací původního chrámu a pověstí o tzv. Čertově sloupu (dnes v Karlachových sadech). Barokní obrazy z původních oltářů z dílny pražského malíře Jana Ongherse se nyní nacházejí na zdech bočních kaplí. Poutní obraz gotické Panny Marie dešťové ze 3. čtvrtletí 14. století  je nahrazen kopií, originál i s původním stříbrným příkrovem je vystaven v Národní galerii v Anežském klášteře. Klenby a stěny mají bohatou výmalbu z období Mockerovy stavby se secesními postavami svatých na pilířích, cyklus namalovali František Urban, vídeňský malíř Karl Jobst a Antonín Krisan. Legendu sv. Petra a Pavla v presbytáři a Ježíše Krista v lodi, stejně jako vitráže v oknech presbytáře s postavami světců navrhl František Sequens. V první boční kapli vpravo od vchodu stojí takzvaný sarkofág svatého Longina, románská kamenná tumba s tesaným reliéfem kříže.
Novogotický hlavní oltář v presbyteriu podle návrhu Josefa Mockera vyřezal mistr Josef Hrubeš  roku 1887. Jsou na něm zobrazeni uprostřed sv. Petr a sv. Pavel, po stranách potom Cyril a Metoděj. 
Varhany na hlavním kůru byly instalovány v roce 1903. Mají 2 500 píšťal, 49 rejstříků a 3 manuály.
V malé místnosti vlevo od hlavního vstupu se nachází klenotnice s liturgickými předměty dosvědčujícími význam a bohatství Vyšehradské kapituly. Vystavená sbírka obsahuje některé fragmenty dávného pokladu ze 14. a 16. století, většinu sbírky tvoří předměty z 19. a 20. století.

## Hřbitov

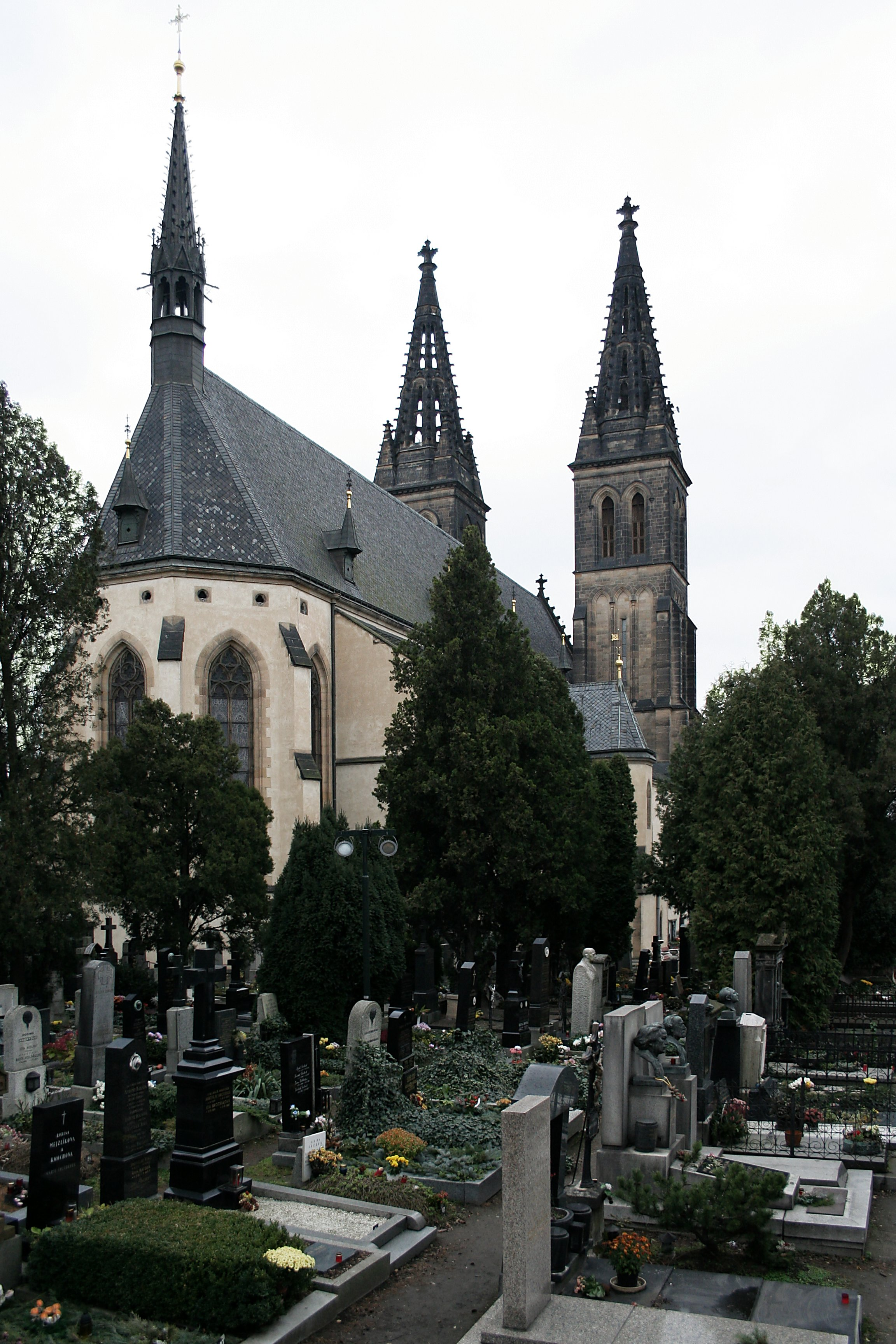
Pohled z Vyšehradského hřbitova

Od středověku existovaly na území Vyšehradu čtyři zjištěné hřbitovy – u rotundy svatého Martina, u baziliky svatého Vavřince, u kostela Stětí svatého Jana Křtitele a u baziliky svatého Petra a Pavla, který sloužil nejdéle. Za josefínských reforem nebyl zrušen, protože byl dostatečně vzdálen od města (přes 500 kroků) a dostal tak roku 1785 výnosem úřadu zvláštní povolení.[zdroj?]
Hřbitov byl rozdělen na několik částí. Kněží, jeptišky a vyšších duchovní hodnostáři byli pohřbíváni v západní části v devíti samostatných sekcích. Později zde nalezly poslední odpočinek sestry školské a nemocniční. Tato část u vchodu na západní straně, kde jsou pohřbeny řádové sestry (voršilky, bartolomějky, redemptoristky), se dochovala oddělena mříží. Východní část měli vyhrazenu jezuité, kteří se v 17.–18. století starali o nakažené morem.